# Mary Lembo
Mary Makamatine Lembo est une religieuse catholique togolaise de la congrégation des sœurs de sainte Catherine d'Alexandrie. En 2019, elle soutient une thèse sur le thème des abus sexuels dont des religieuses sont victimes de la part de prêtres en Afrique subsaharienne. Elle publie,  en 2022, Religieuses abusées en Afrique, faire la vérité issue de cette thèse.  

## Biographie
Mary Lembo est une religieuse togolaise, également formatrice, psychologue et psychothérapeute,.  Elle est maître de conférence à l'Institut d'anthropologie à l'Université pontificale grégorienne. 
En 2019, elle présente à l’université grégorienne sa thèse intitulée Relations pastorales matures et saines: Maturité affective et sexuelle pour une collaboration entre prêtres et femmes consacrées, témoignages pour le règne de Dieu qui étudie les abus sexuels dont sont victimes les religieuses en Afrique. Elle reçoit pour la soutenance de cette thèse une mention spéciale du Prix de Lubac 2021,.
Issu de sa thèse, le livre Religieuses abusées en Afrique, faire la vérité, est publié en français en 2022. Elle y décrit l’omerta autour des agressions sexuelles et viols de religieuses par des prêtres en Afrique subsaharienne. Après y avoir exposé « son projet, sa méthode, ses auteurs de référence, les concepts convoqués », elle présente neuf témoignages anonymisés pour traiter les « dérapages affectifs parfois violents de prêtres vis-à-vis des femmes consacrées ou des jeunes filles en formation ». Pour la théologienne Marie-Jo Thiel, il s'agit d'une « analyse nécessaire et à poursuivre »,.
En juin 2024, à l'occasion d’un point de presse organisé par missio Aachen (de), pour la traduction en allemand de sa thèse, sous le titre Sexueller Missbrauch von Ordensfrauen in Afrika, elle explique que de telles agressions sont toujours en cours.

## Publication
- Religieuses abusées en Afrique, faire la vérité, Salvator, 2022, 412 p. (ISBN 9782706722035)

## À voir